# Michael Fossum
Michael Edward Fossum (Sioux Falls, 19 dicembre 1957) è un ex astronauta statunitense.

## Biografia

### Istruzione
Nel 1980 ha conseguito un Bachelor of science in ingegneria meccanica presso la Texas A&M University seguito, nel 1981, da un master in ingegneria dei sistemi presso l'Air Force Institute of Technology. Nel 1997 ha ricevuto un master in fisica dall'Università di Clear Lake presso Houston.

### Carriera militare
Nell'aeronautica statunitense ha servito come comandante del 3º squadrone del corpo dei cadetti. Dopo il primo master è stato selezionato dalla Air Force Test Pilot School, dove si è diplomato nel 1985. Anche se ha lasciato gli incarichi attivi per lavorare alla NASA, è attualmente un colonnello della riserva dell'aeronautica statunitense.

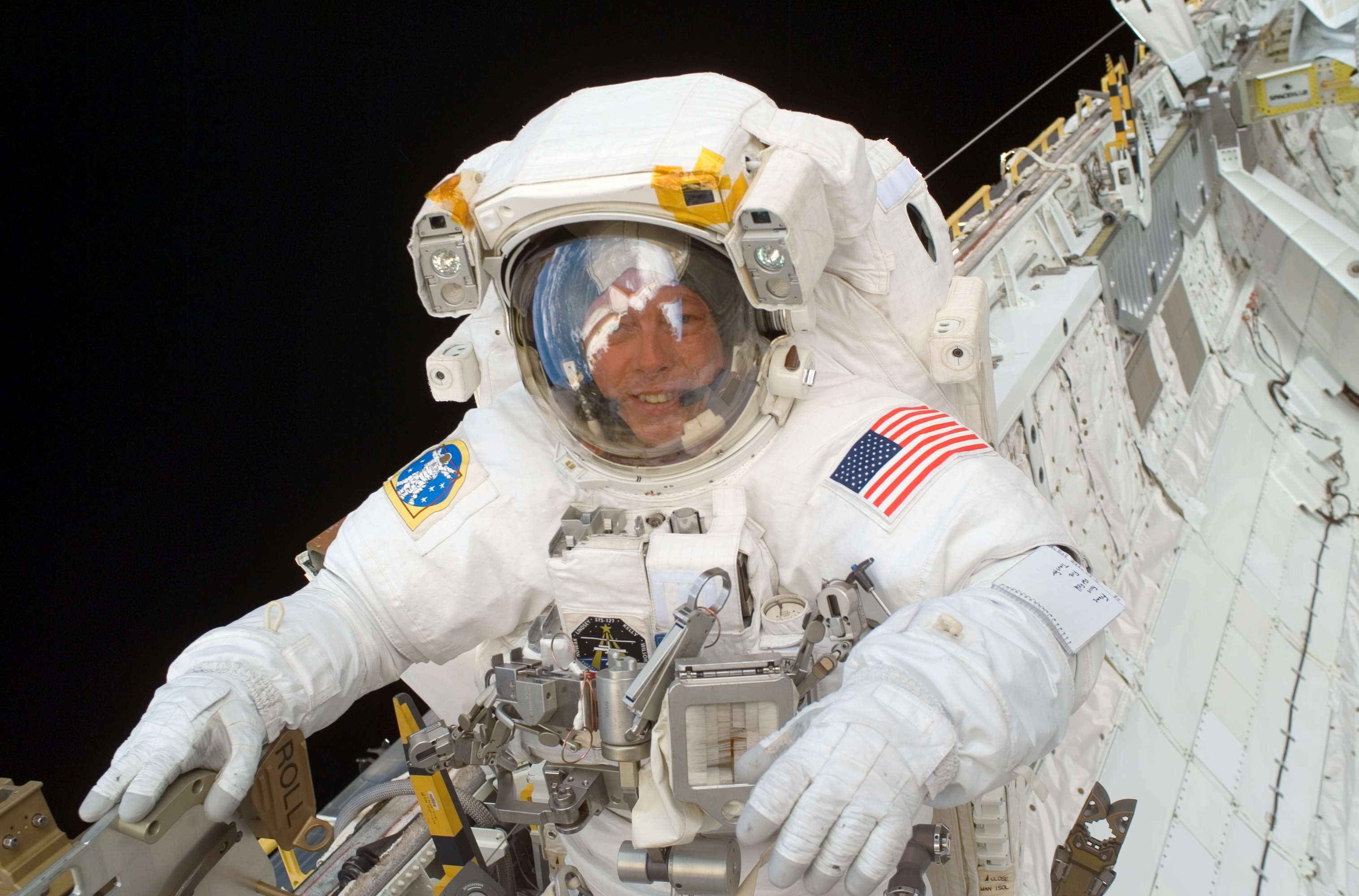
Fossum ripreso durante una passeggiata spaziale nella missione STS-121, si trova nella stiva di carico dello Space Shuttle Discovery

### Carriera come astronauta
Nel 1998 è stato selezionato come astronauta, dal 1993 però ha lavorato in qualità di ingegnere dei sistemi per studiare l'utilizzo delle Sojuz come veicolo spaziale d'emergenza per la Stazione spaziale internazionale. Ha collaborato anche al progetto X-38.
Ha volato nella missione STS-121 dello Shuttle nella quale ha compiuto tre passeggiate spaziali con Piers Sellers. Nella missione STS-124 ha contribuito all'installazione di due componenti del Japanese Experiment Module sulla Stazione Spaziale, partecipando a tutte le tre passeggiate spaziali assieme al collega Ron Garan.
Nel 2011 ha partecipato alle missioni a lunga durata sulla Stazione spaziale internazionale Expedition 28 e Expedition 29, assumendo il comando di quest'ultima, fino al ritorno sulla terra avvenuto il 21 novembre.

## Vita privata
Fossum è nato nel Dakota del Sud, è sposato con Melanie London ed ha quattro figli.

## Galleria d'immagini

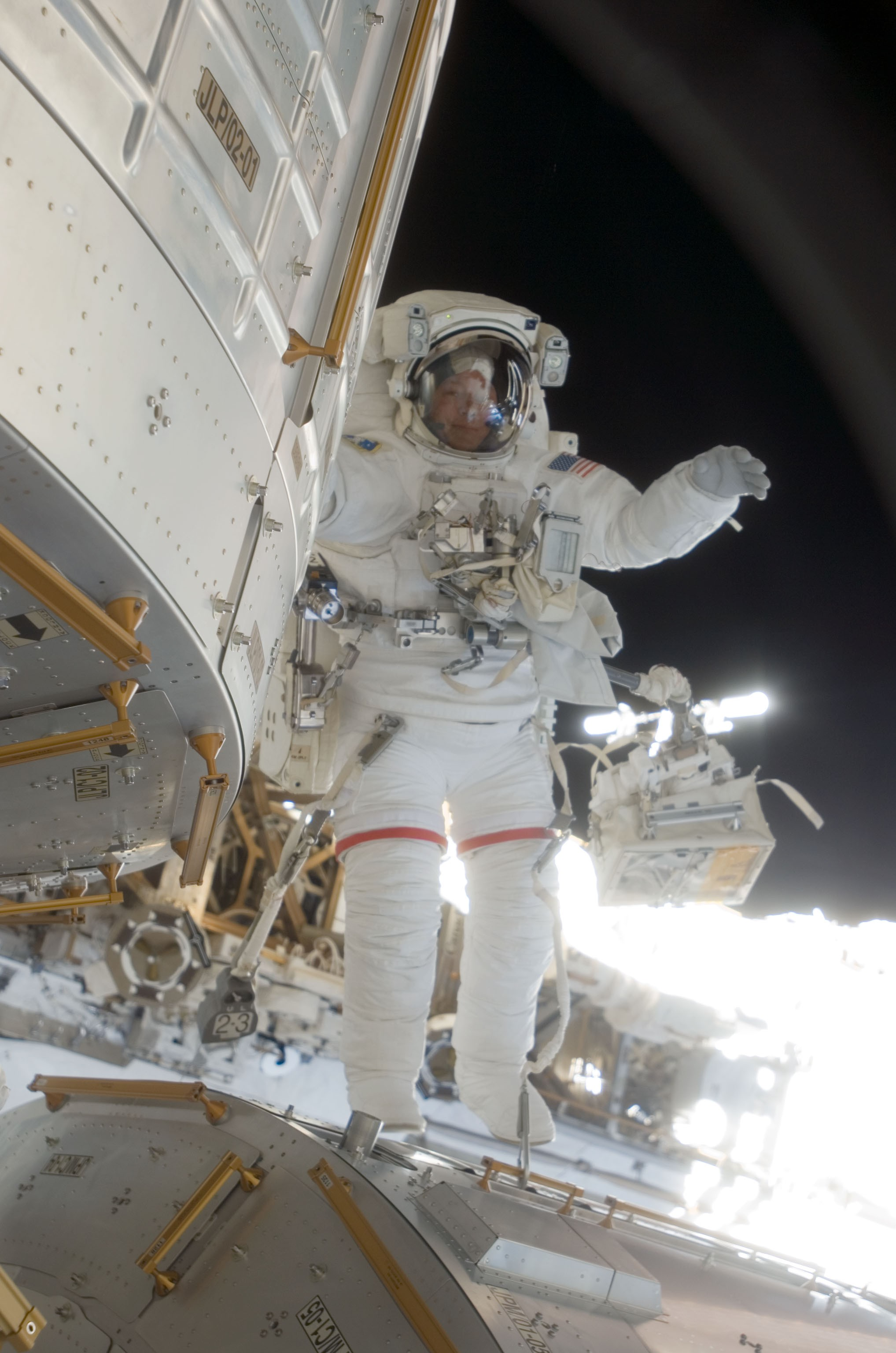
Fossum ripreso durante la seconda passeggiata spaziale nella missione STS-124